# El pasado no perdona (telenovela de 1990)
El pasado no perdona fue una telenovela colombiana realizada por Producciones PUNCH para la Cadena Uno en 1990. Creada por Luis Felipe Salamanca y Darío García, y protagonizada por Natalia Ramírez y Luis Eduardo Motoa.

## Reparto
- Celmira Luzardo como Ángela
- Federico Arango como Esteban
- Luis Eduardo Motoa como Felipe Santoyo
- Natalia Ramírez como Ximena Santamaría
- Andrés Felipe Martínez como Alfonso Santoyo
- Patricia Maldonado
- María Eugenia Parra
- Hernando Casanova
- Ana Mazhari
- Julio Sánchez Cóccaro
- Claudia Grimaldi
- Rosemary Cárdenas
- Víctor Cifuentes
- Gustavo Londoño
- Xilena Aycardi
- Mario Ferro como Diego
- Lucy Mendoza como Elsa Jara
- Rubén Darío Gómez
- Susy López

## Adaptaciones
- En el año 2005, Fox Telecolombia realizó un remake de esta telenovela para Canal RCN, bajo el mismo título El pasado no perdona, protagonizada por María José Martínez y Bernie Paz, y antagonizada por Rolando Tarajano y Juliana Galvis.